# Шазаль, Пьер Эммануэль Феликс
Барон Пьер Эммануэль Феликс Шазаль (фр. Pierre Emmanuel Félix Chazal; 1 января 1808, Тарб, Верхние Пиренеи, Франция — 25 января 1892, По, Атлантические Пиренеи) — бельгийский военачальник, государственный и политический деятель, генерал. Министр обороны Бельгии (1847–1850 и 1859–1866).

## Биография
Сын юриста, принимавшего участие во Французской революции, бывшего члена конвента, покинувшего страну после падения Наполеона и конфискации семейного имущества, и умершего в Бельгии во время реставрации Бурбонов. Сперва обучался коммерции в Брюсселе, принимал участие в революционном движении и последовавшей за тем войне против Голландии в 1830 году. Был одним из доверенных лиц бельгийского короля Леопольда I.
Быстро дослужился до высших чинов бельгийской армии. В 1830—1833 годах — командующий бельгийской армией. В 1833—1837 годах — военный губернатор провинции Льеж. В 1833 году награждён бельгийским Железным крестом.

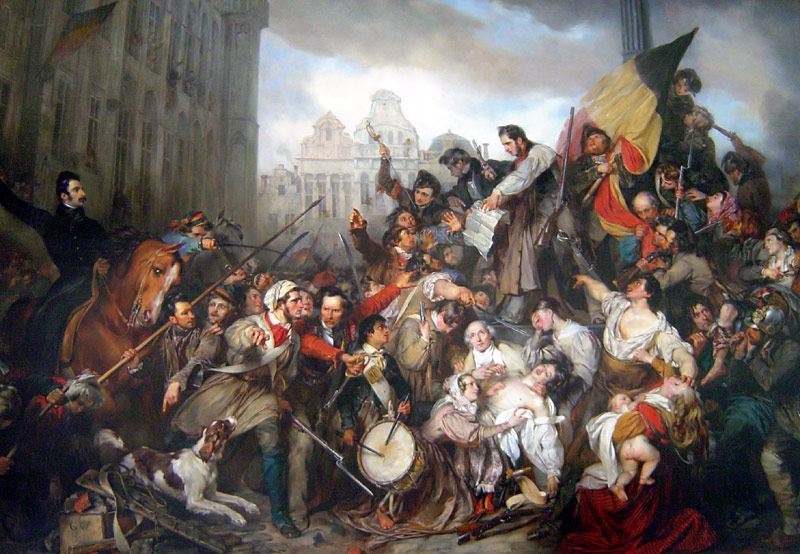
Густав Вапперс. Эпизод Бельгийской революции 1830 года. Шазаль изображен верхом на лошади в левом углу

В 1837—1839 годах командовал 9-м линейным полком в Льеже. В 1842 году стал генерал-майором. С июня 1844 г. — натурализованный бельгиец. В 1846—1865 годах был адъютантом короля.
В 1847 году получил чин генерал-лейтенанта.
В августе 1847 г. занял кресло военного министра в либеральном кабинете Рожье и Фрера-Орбана.

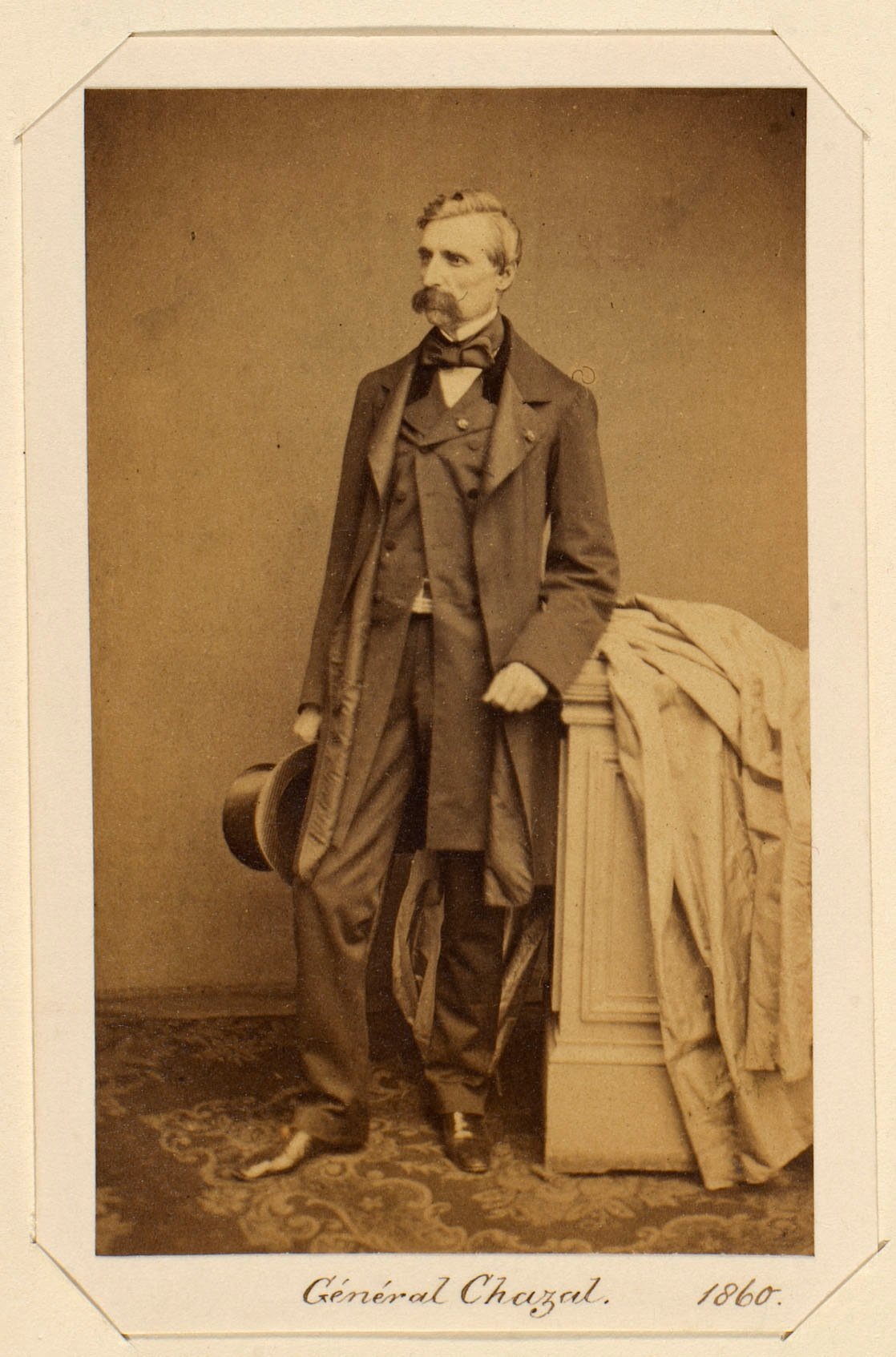
Пьер Эммануил Феликс Шазаль. 1860

Проявил значительный административный талант; реорганизовал бельгийскую армию. Нежелание его умерить требования кредитов на военные цели вызвало разногласие между ним и его товарищами по кабинету, и в 1850 г. он вышел в отставку. В том же году стал командиром 9-й пехотной дивизии и 2-й территориальной дивизии. В 1850—1875 годах — военный губернатор королевской резиденции (глава военного двора короля Леопольда I). С 1851 по 1859 год — командир 2-й пехотной дивизии и 2-й территориальной дивизии.
В 1853 году был представителем короля на коронации русского императора Александра II.
С 1859 года вновь был назначен военным министром. В 1866 году дуэль с оскорбившим его депутатом привела к его повторной отставке. В 1865—1892 годах служил адъютантом короля.
Во время Франко-пруссой войны 1870—1871 годах командовал мобилизованным бельгийским корпусом.
В 1875 году вернулся во Францию в свой замок Узо недалеко от По, где создал свои мемуары и где умер в тот же день, что и его жена.

## Награды
- Большой крест ордена Леопольда I
- Железный крест (Бельгия)
- Армейский крест (Бельгия)
- Памятный крест 1856 г.
- Орден Святой Анны с алмазами (Россия)
- Орден Белого орла (Российская империя)
- Орден Святого Александра Невского
- Австрийский орден Леопольда
- Орден Святых Маврикия и Лазаря
- Орден Башни и Меча
- Орден Спасителя
- Орден Богоматери Гваделупской
- Орден Почётного легиона
- Орден Розы (Бразилия)
- Королевский Гвельфский орден
- Орден Меджидие
- Орден Короны (Пруссия)